# Le Premier Cigare du collégien
Le Premier Cigare du collégien è un cortometraggio muto del 1902 diretto da Ferdinand Zecca.

## Trama
Uno studente alle prese con il suo primo sigaro. All'inizio il ragazzo ha l'aria soddisfatta e sorridente. Ben presto, però, il sorriso si trasforma in una smorfia, il sudore comincia a colare e un'espressione di dolore lo pervade mentre diventa mortalmente pallido.

## Produzione
Il film fu prodotto dalla Pathé Frères.

## Distribuzione
Distribuito dalla Pathé Frères, uscì nelle sale cinematografiche francesi nel 1902. Nel febbraio 1903, il cortometraggio fu distribuito negli Stati Uniti dalla Pathé e dalla Edison Manufacturing Company con il titolo Cadet's First Smoke. Uscì nuovamente il 1º ottobre 1904, distribuito questa volta con il titolo A Boy's First Smoke dalla Kleine Optical Company.